# José Adolfo Macías Villamar
José Adolfo Macías Villamar (Manta, 30 september 1979), alias Fito, is een Ecuadoraanse misdadiger. Sinds eind 2020 is hij de leider van Los Choneros, een criminele organisatie die werd opgericht in 2005, kort nadat zijn voorganger José Luis Zambrano (alias Rasquiña) was vermoord. Hij wordt ervan verdacht opdracht te hebben gegeven om Fernando Villavicencio te vermoorden.

## Biografie
In 2011 begon Villamar een gevangenisstraf van 34 jaar voor onder meer drugshandel en moord. Hij ontsnapte in 2013, maar werd weer opgepakt. In maart 2023 vernietigde een rechter diverse vonnissen tegen hem, waardoor hij vervroegd vrijgelaten zou kunnen worden. In augustus 2023 werd hij overgeplaatst naar de maximaal beveiligde gevangenis La Roca, maar was snel terug in de Litoral-gevangenis. Daaruit ontsnapte hij op 7 januari 2024, kort voordat hij weer naar La Roca overgeplaatst zou worden.
Na zijn ontsnapping kondigde president Daniel Noboa een noodtoestand af. Tijdens die Ecuadoraanse noodtoestand in 2024 viel het leger gevangenissen binnen, en pleegden drugskartels minimaal dertig aanslagen, waaronder een inval bij een televisiestudio. Argentinië zette zijn vrouw en kinderen dat land uit. In de gevangenis had Macías Villamar grote vrijheid. Zo studeerde hij er af als advocaat. Ook nam hij er deel van een muziekvideo op voor het lied "Ballade van de leeuw", een narcocorrido die september 2023 uitkwam en mede gezongen wordt door zijn dochter.
In juni 2025 werd Villamar opgepakt, na ruim een jaar op de vlucht te zijn geweest. Hij werd gevonden in een gat onder een huis in de Ecuadoraanse stad Manta. Een paar weken later ging hij akkoord met uitlevering aan de Verenigde Staten, wat op 20 juli effectief gebeurde.